# 本·鲍尔
本·鲍尔（英語：Ben Power）是一位英国戏剧编剧和剧作家。
他在剑桥大学学习过英语。
他改编过一些戏剧，包括亨利克·易卜生的史诗Emperor and Galiean，和为BBC改编的《理查二世》。